# Acrocefalosindactilia
La acrocefalosindactilia es una craneosinostosis sindrómica causada por mutaciones genéticas puntuales. Son frecuentes las alteraciones visuales y la deficiencia mental, y puede asociarse a hipoacusia de conducción. Existen varias enfermedades de origen genético relacionadas entre sí:

## Clasificación
Acrocefalosindactilia
- Acrocefalosindactilia tipo I o síndrome de Apert.
- Acrocefalosindactilia tipo III o síndrome de Saethre-Chotzen.
- Acrocefalosindactilia tipo V o síndrome de Pfeiffer.

Acrocefalopolisindactilia
- Acrocefalopolidactilia tipo II o síndrome de Carpenter.
- Acrocefalopolidactilia tipo III o síndrome de Sakati-Nyhan-Tisdale.

Algunos estudiosos han sugerido que la distinción entre acrocefalosindactilia y acrocefalopolisindactilia debería ser abandonada.